# Отель-тюрьма

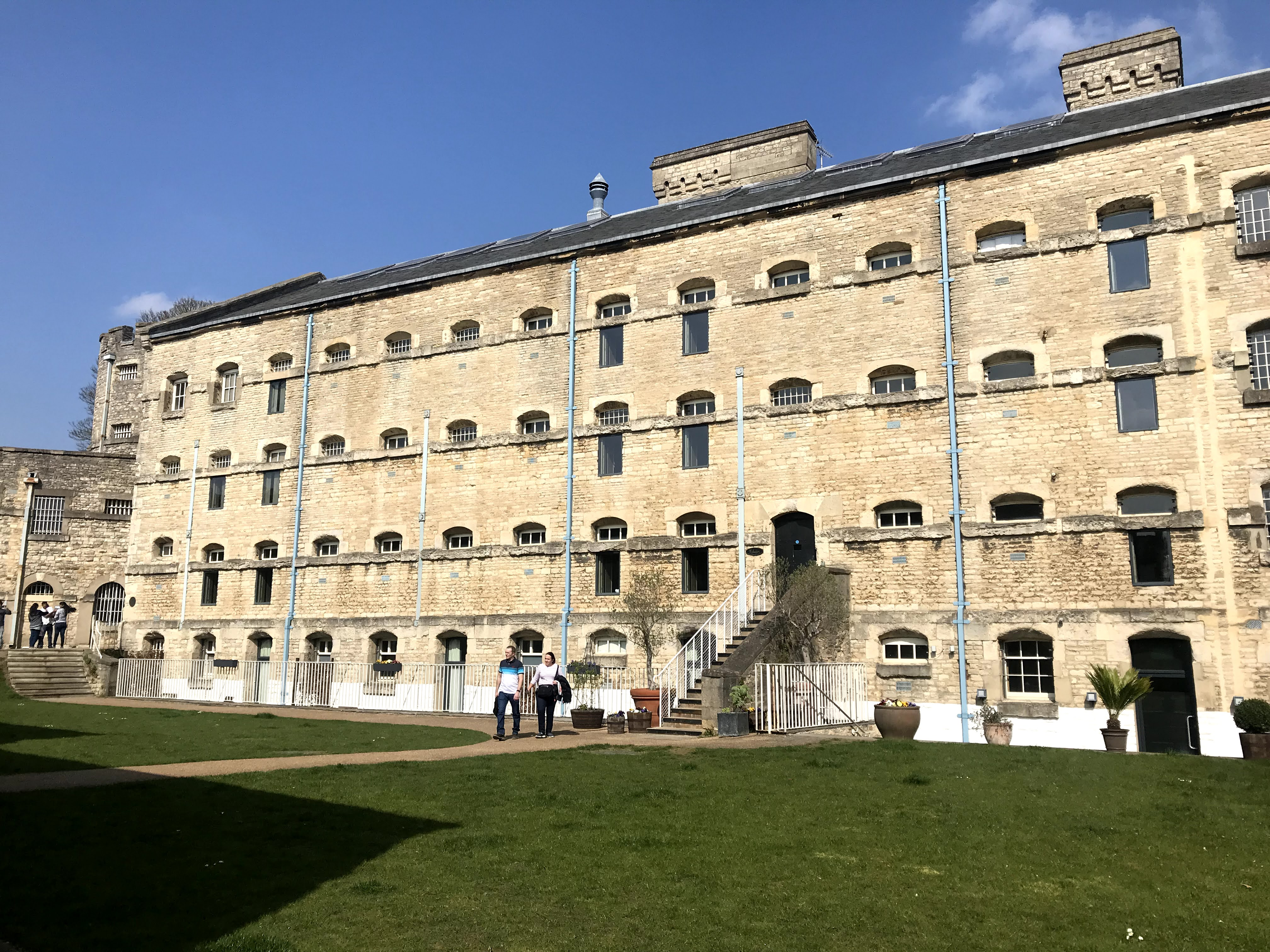
Здание бывшей тюрьмы в Оксфордском замке, превращенное в гостиницу

Отель-тюрьма — это новый вид гостиниц, которые оборудуются в зданиях бывших тюрем, чтобы оправдать затраченные на реконструкцию деньги и таким образом сохранить здания, находящиеся под охраной как исторические памятники. 
Такой вид отеля выбирается путешественниками, которые ищут приключенческие, тематические отели, чтобы один раз самому ощутить, каково спать «за решеткой». Некоторые отели предлагают дополнительно в качестве пижамы тюремную робу как у заключенных. Туристы могут также предстать перед судом или даже переночевать на нарах. Иногда возможно посещение музейно-оформленных прототипов камер. 
На сегодняшний день существующие на четырех континентах отели данного типа не подходят под какую-то определенную категорию отелей, а покрывают различные ценовые сегменты.